# Sa Yo Na Ra
「Sa Yo Na Ra」（サヨナラ）は、globeの14枚目のシングル。1998年9月23日にavex globeから発売された。

## 背景
「BRAND NEW globe 4 SINGLES」（シングル4作連続リリース）の第2弾として発売。
表記は英字ではあるが、globe初の日本語タイトルがついた。
NESCAFE「ウェイクアップモーメント・ブレイクタイムモーメント」CMソングに起用された。

## 制作
最初は複数の洋楽をサンプリングした構成だったが、著作権使用料が莫大にかかるためお蔵入りになった。そのことがわかった夜に急遽制作された。
「別れたからって、ずっと引きずることはない。別れは出会いと一緒で、終わりが始まり」「大人の女性の可愛い所を描く。人生の前半はきれいだったり格好良かったりするのもいいけど、年を重ねるに連れて、可愛くキュートになっていくのが大切だと気づく感じで」をテーマにしている。
小室とMARCの2人によるコーラスが本楽曲で始めて披露された。

## ミュージック・ビデオ
「BRAND NEW globe 4 SINGLES」の4作品は一貫して『悪夢』をテーマにしたミュージック・ビデオ（MV）が製作されている。この楽曲では『MARCが見た悪夢』をテーマにMVが製作された。「普通に歩いているMARCが変な風に見えたり、頭を振ると元に戻ったりする」「頭の中に潜んでいる何かが幻覚として出ているけど、それは本当ではない」をテーマにしている。
肉を切るシーンなどにクレームが入ったことなど諸般の事情でMV集などに収録されていない。

## 収録曲
| 全作詞: 小室哲哉・MARC、全作曲・編曲: 小室哲哉。 |                                |                  |            |      |
| #                                                | タイトル                       | 作詞             | 作曲・編曲 | 時間 |
| 1.                                               | 「Sa Yo Na Ra (Straight Run)」 | 小室哲哉 ・ MARC | 小室哲哉   | 5:17 |
| 2.                                               | 「Sa Yo Na Ra (BUZZ mix)」     | 小室哲哉 ・ MARC | 小室哲哉   | 7:47 |
| 3.                                               | 「Sa Yo Na Ra (TV mix)」       | 小室哲哉 ・ MARC | 小室哲哉   | 5:15 |
| 合計時間:                                        | 合計時間:                      | 18:19            |            |      |

クレジット
- Produced : 小室哲哉
- Mixed, Remixed : Eddie Delena
- Additional productions (#2) : Gary Adante, Robert Arbittier

## 収録アルバム
Sa Yo Na Ra
- Relation（アルバムバージョン）
- CRUISE RECORD 1995-2000
- Ballads & Memories
- globe decade -single history 1995-2004-
- 15YEARS -BEST HIT SELECTION-（アルバムバージョン）
- #globe20th -SPECIAL COVER BEST-（COVER+BEST盤のみ収録）

## カバー
- 梅田彩佳 - V.A.『#globe20th -SPECIAL COVER BEST-』（2015年12月16日）に収録[5]。